# Sandrine Gruda

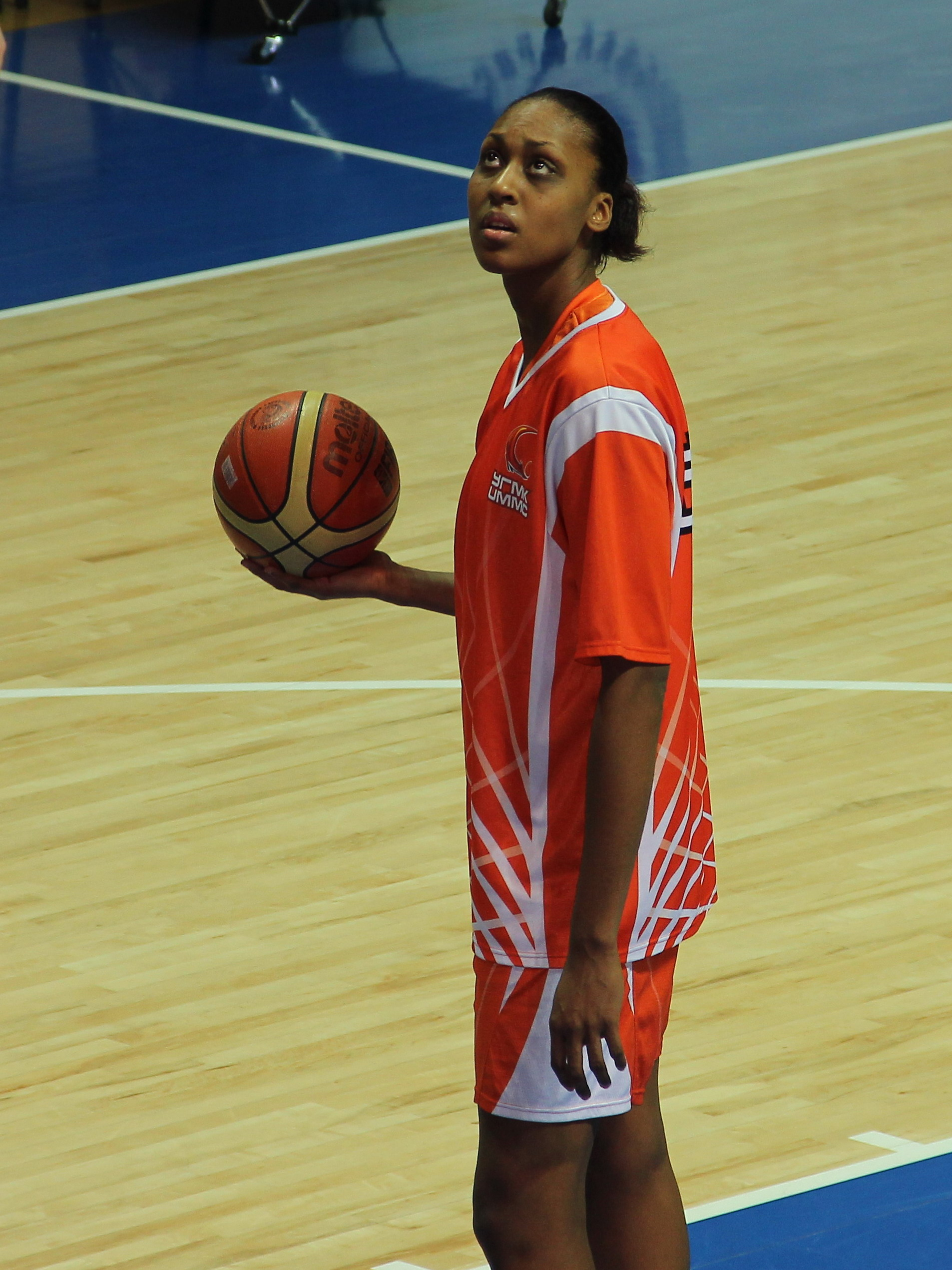
Gruda w trakcie spotkania Czewakata Wołogda vs. UMMC Jekaterynburg (2012).

Sandrine Gruda (ur. 25 czerwca 1987 w Cannes) – francuska koszykarka, reprezentantka kraju, olimpijka, występująca na pozycji środkowej, multimedalistka międzynarodowych imprez koszykarskich, obecnie koszykarka PF Schio.
W 2008 zadebiutowała w WNBA w drużynie Connecticut Sun.
Wraz z reprezentacją Francji zdobyła złoty medal podczas mistrzostw Europy  w 2009 roku w Rydze. W lutym 2010, w plebiscycie FIBA-Europe została wybrana najlepszą koszykarką Europy roku 2009. Mistrzyni Francji (2007 z Union sportive Valenciennes Olympic) i Rosji (2009).
28 lipca 2017 została po raz trzeci w karierze zawodniczką Los Angeles Sparks.

## Osiągnięcia

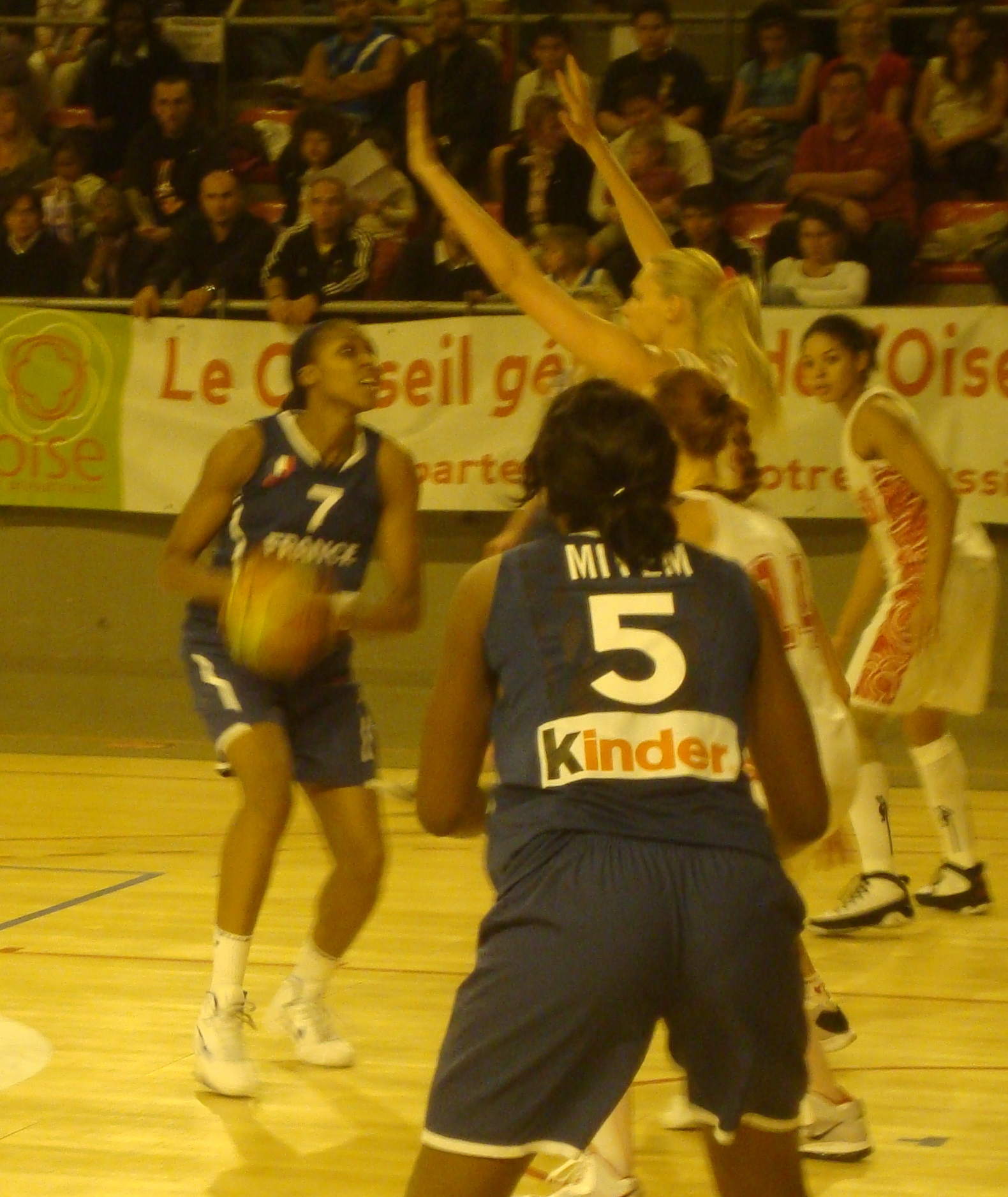
Gruda w barwach reprezentacji Francji (2011).

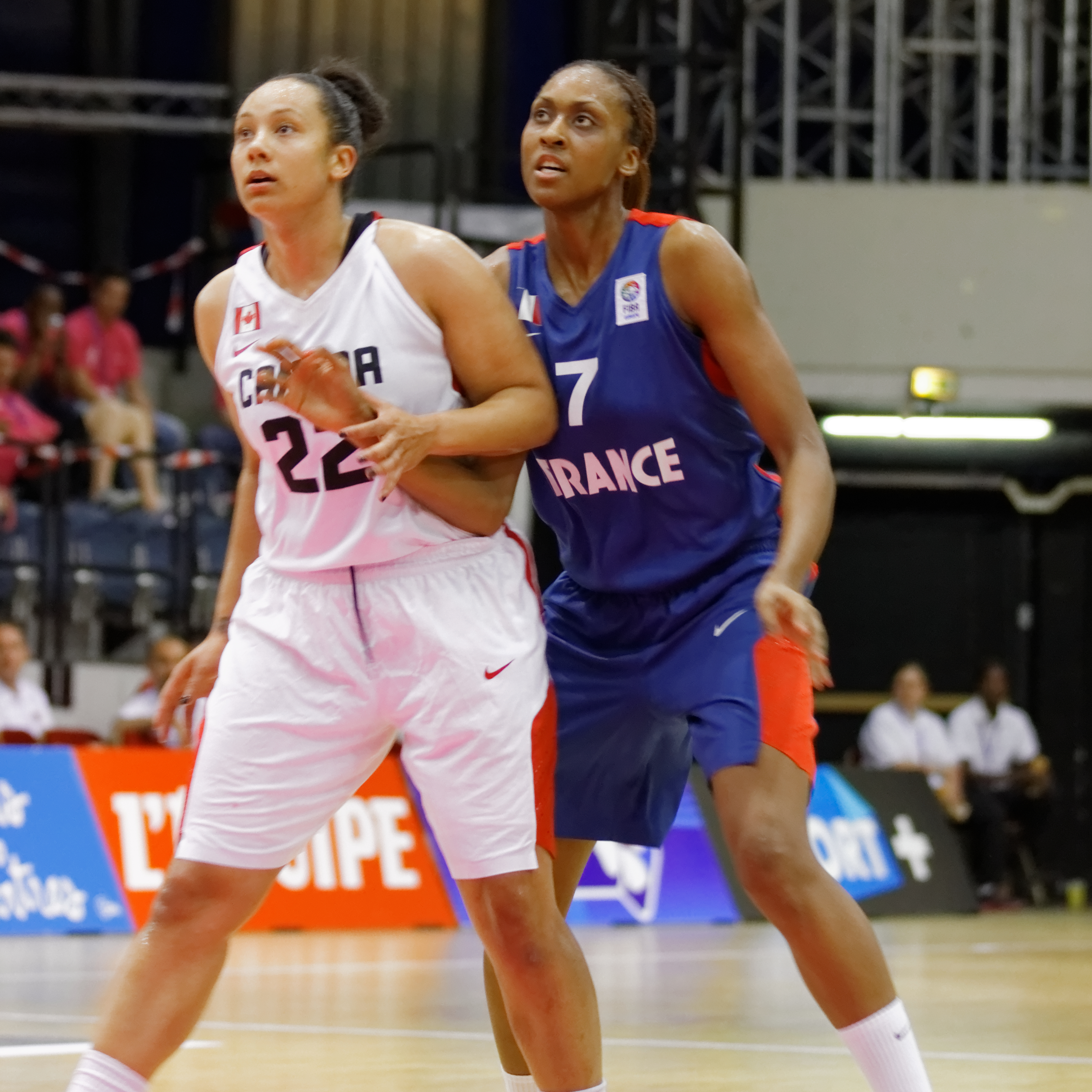
Gruda (po prawej) w barwach reprezentacji Francji podczas meczu z Kanadą (7 czerwca 2013).

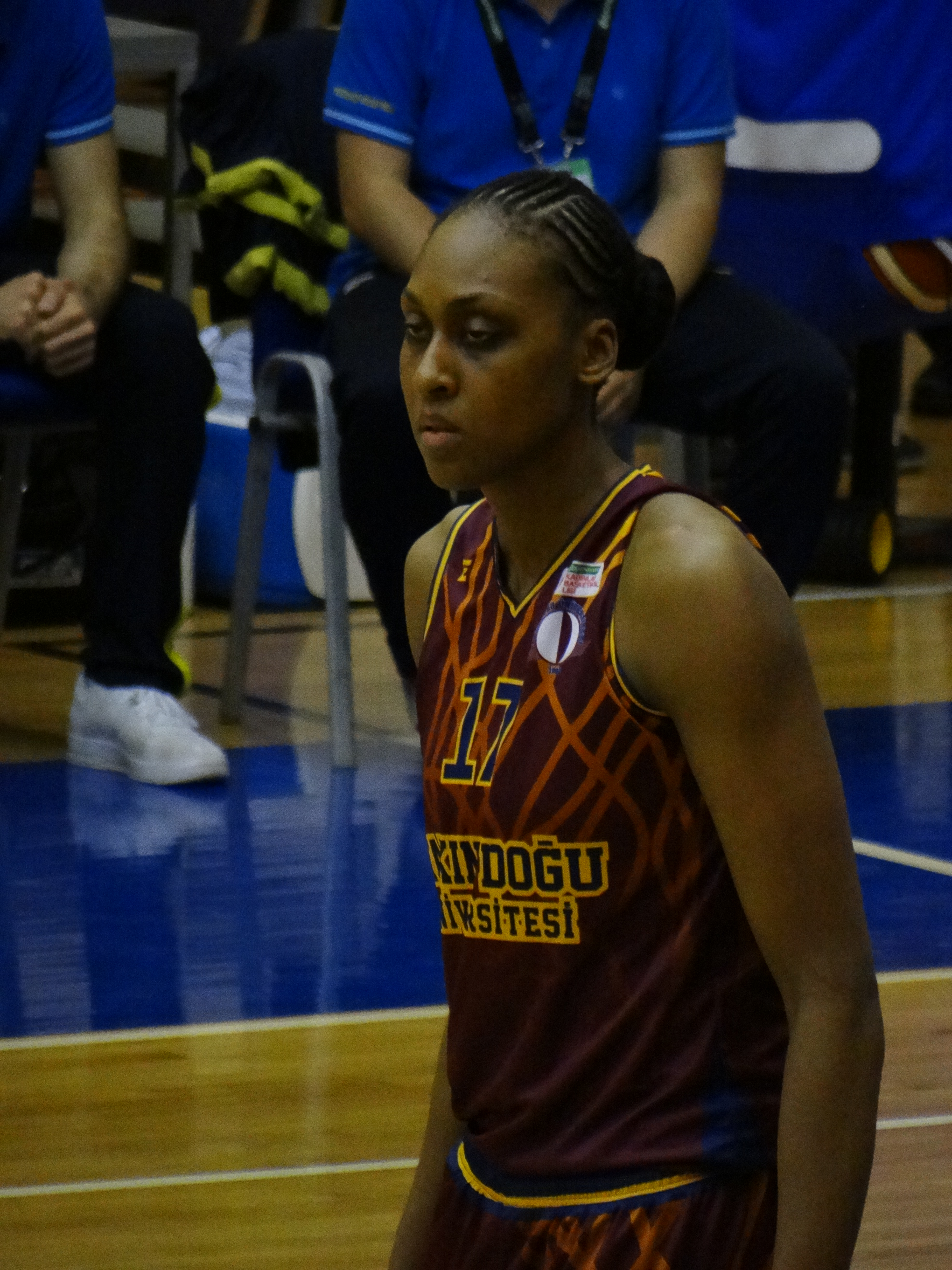
Gruda w barwach Yakın Doğu Üniversitesi podczas konfrontacji z zespołem Fenerbahçe (maj 2018).

Stan na 19 lutego 2022, na podstawie, o ile nie zaznaczono inaczej.

### WNBA
- Mistrzyni WNBA (2016)
- Wicemistrzyni WNBA (2017)

### Drużynowe
- Mistrzyni:
  - Euroligi (2013, 2016)
  - Superpucharu Europy FIBA (2013, 2016)
  - Rosji (2009–2016)[6][7][8][9]
  - Francji (2007)[10]
  - Włoch (2019)
- Wicemistrzyni:
  - Euroligi (2015, 2017)
  - Rosji (2008)
  - Francji (2006)[11]
  - Turcji (2017, 2018)
  - Włoch (2021)
- Brąz Euroligi (2006, 2008–2012, 2014)
- Zdobywczyni:
  - pucharu:
    - Rosji (2009–2014)[6][7][8][12][13][14]
    - Francji (2007)[10]
    - Turcji (2018)
    - Włoch (2021)

  - superpucharu:
    - Turcji (2018)
    - Włoch (2018, 2019, 2021)
- Finalistka:
  - superpucharu:
    - Europy FIBA (2015)
    - Włoch (2020)

  - pucharu Francji (2006)[11]

### Indywidualne
(* – nagrody przyznane przez portal eurobasket.com)
- Zawodniczka roku FIBA Europa (2009)
- MVP:
  - ligi:
    - francuskiej (2007)*[10]
    - rosyjskiej (2009)*[12]

  - francuska ligi LFB (2006, 2007)
  - młodzieżowa ligi LFB (2006, 2007)
- Młoda zawodniczka roku FIBA Europa (2006)
- Najlepsza:
  - zawodniczka krajowa ligi francuskiej (2006, 2007)*[10][11]
  - środkowa ligi:
    - francuskiej (2007)*[10]
    - rosyjskiej (2009, 2010, 2012)*[6][12][13]
- Uczestniczka meczu gwiazd Euroligi (2007, 2011)[15]
- Zaliczona do*:
  - I składu:
    - ligi francuskiej (2007)[10]
    - ligi rosyjskiej (2009, 2012)[6][12]
    - zawodniczek krajowych ligi francuskiej (2006, 2007)[10][11]
    - nowo przybyłych zawodniczek ligi francuskiej (2006)[11]

  - II składu ligi:
    - francuskiej (2006)[11]
    - rosyjskiej (2011, 2013–2015)[7][8][9][14]
    - włoskiej (2019)

  - składu honorable mention:
    - tureckiej ligi KBSL (2017)[2]
    - Euroligi (2017)[2]

### Reprezentacja
Drużynowe
- Mistrzyni Europy (2009)
- Wicemistrzyni:
  - olimpijska (2012)
  - Europy (2013, 2015, 2019)
- Brązowa medalistka:
  - olimpijska (2020)[16]
  - mistrzostw:
    - Europy:
      - 2011
      - U–18 (2005)

    - świata U–21 (2007)
- Uczestniczka:
  - mistrzostw:
    - świata (2006 – 5. miejsce, 2014 – 7. miejsce, 2018 – 5. miejsce)
    - Europy:
      - 2007 – 8. miejsce, 2009, 2011, 2013, 2015
      - U–18 (2004 – 5. miejsce, 2005)
      - U–16 (2003 – 5. miejsce)

  - igrzysk olimpijskich (2012, 2016 – 4. miejsce)

Indywidualne
- MVP mistrzostw świata U–21 (2007)
- Zaliczona do I składu:
  - mistrzostw Europy (2009, 2015, 2019)
  - igrzysk olimpijskich (2020)[17]
- Liderka:
  - igrzysk olimpijskich w blokach (2012)
  - Eurobasketu:
    - w blokach (2011)
    - U–18 w średniej:
      - punktów (2005)[18]
      - zbiórek (2004)